# Дюбоа
Дюбоа (на английски: Dubois) е град в окръг Кларк, щата Айдахо, САЩ. Дюбоа е с население от 647 жители (2000) и обща площ от 5,8 km². Намира се на 1569 m надморска височина. ЗИП кодът му е 83423, 83446, а телефонният му код е 208.